# Paromoeocerus barbicornis
Paromoeocerus barbicornis é um inseto da ordem Coleoptera e da família Cerambycidae, subfamília Cerambycinae; um besouro cujo habitat são as florestas tropicais da região neotropical meridional, no sul da região nordeste (Bahia) e toda região sudeste e sul do Brasil, além do Paraguai, Argentina e Uruguai. A espécie, descrita em 1793 por Johan Christian Fabricius com a denominação Saperda barbicornis, na obra Entomologia systematica emendata et aucta (1792–1799), é um dos miméticos besouros-viola, caracterizados por sua semelhança com a espécie de maior importância econômicaː Compsocerus violaceus (White, 1853).

## Descritor específico
O significado da palavra usada em seu descritor específico (barbicornis), em latim, quer dizer "chifre barbudo", numa alusão aos expandidos tufos negros em suas antenas; maiores do que em C. violaceus e tocando a base das pernas posteriores do inseto, ao contrário dos tufos de violaceus.